# LinguaLeo
LinguaLeo é uma plataforma online freemium que oferece serviço de aprendizagem da língua inglesa para falantes das línguas russa, português brasileiro e turca. Em setembro de 2014, mais de 9,5 milhões de pessoas em todo o mundo usaram seu serviço online para aprender inglês. O LinguaLeo está disponível na internet, Android, iOS, Windows Phone e como uma extensão para navegador. Em novembro de 2010, a empresa levantou US$ 200.000 em financiamentos de investidores anjo, e e em junho de 2012 o LinguaLeo recebeu US$ 3 milhões da Runa Capital.

## Funcionalidade
O LinguaLeo personaliza para cada usuário um programa aprendizagem em inglês para tornar o aprendizado mais eficaz. Em primeiro lugar, o LinguaLeo oferece aos usuários um teste de nivelamento para determinar suas habilidades linguísticas. O serviço, em seguida, desenvolve um programa de treinamento pessoal que leva ao usuário competências, metas e preferências na conta.
O LinguaLeo oferece materiais de treinamento projetados para o progresso de aprendizagem rápida. Exercícios completos para o usuário lhes permitam aprender a gramática, aumentar o vocabulário e melhorar a leitura e compreensão auditiva. Eles também podem acompanhar seu progresso de aprendizagem usando ferramentas de monitoramento do programa.
A característica que define o serviço é que ele permite que cada usuário escolha o conteúdo da vida real que ele ou ela gosta. A conta grátis do LinguaLeo fornece aos alunos acesso à maioria dos serviços, conteúdos e ferramentas. A coleção inclui mais de 200.000 materiais de aprendizagem individuais, incluindo notícias, entretenimento e artigos de negócios, TED, canções populares, clipes de filmes, histórias e piadas.
Essa abordagem resolve o problema básico encontrado na aprendizagem de uma língua estrangeira - a falta de motivação. O serviço utiliza principalmente jogos para captar o interesse dos alunos, maximizar o prazer e empenho, e inspirá-los a continuar aprendendo. O leão Leo é o personagem principal do serviço e um guia pessoal para a linguagem da selva. Este leão come almôndegas, e para receber as almôndegas o usuário tem de ler textos, ver vídeos, completar questões de liguagem, e consolidar o seu conhecimento durante o treinamento.

## Plataformas suportadas
O LinguaLeo está disponível na internet, Android, iOS, Windows Phone e como uma extensão do navegador. Os usuários podem aprender em casa ou em movimento no contexto da vida cotidiana, navegar na internet, assistir novos vídeos ou ouvir a sua música favorita. As aplicações móveis incluem uma funcionalidade adicional a permitir que os usuários estude sem nenhuma conexão de rede. As extensões de internet do LinguaLeo estão disponíveis para navegadores de internet mais populares e permite aos usuários adicionar novas palavras ao dicionário pessoal e praticá-las mais tarde. Todos os dados são sincronizados em tempo real entre todos os dispositivos do usuário.

## Modelo de negócio
Todos podem usar a versão básica do serviço LinguaLeo gratuitamente. Os usuários também podem comprar um serviço premium, atualizando para o "Status Ouro", que inclui mais de 20 outros cursos de gramática, nove tutoriais em vídeo, mais quatro treinamentos com prática interativa e um dicionário pessoal ilimitado. O LinguaLeo também fornece uma plataforma para autores e editoras, que lhes permite criar cursos e receber uma parcela da receita total. O serviço também ajuda professores e escolas de idiomas a oferecer treinamento, criar programas de ensino individualizado e facilmente avaliar o progresso do aluno.

## História
Em outubro de 2009 Aynur Abdulnasurov, um jovem empresário com uma equipe de cinco promotores, viajou para Koh Chang, Tailândia para trabalhar em um serviço online personalizado para estudar inglês. Em março de 2010, a equipe voltou para Moscou e lançou uma versão beta do LinguaLeo. Em maio eles haviam gasto o investimento inicial de US$ 120.000, por isso o desenvolvimento foi colocado congelado durante seis meses.
Em novembro de 2010 a equipe recebeu US$ 200.000 de um grupo de investidores privados, e em maio de 2011, o serviço já contava com 90 mil utilizadores registados. Em maio de 2010 a equipe do LinguaLeo foi listado entre as 10 melhores equipes russas de desenvolvimento web. Em julho de 2010, o time venceu o concurso BEAT-2011. O serviço, em seguida, chegou a um ponto de equilíbrio. Em novembro de 2011, tinha 500 mil usuários.
Em janeiro de 2012 o LinguaLeo lançou seu aplicativo para o iPhone. Em março, dois anos após o lançamento, o LinguaLeo tinha um milhão de usuários. Em maio, a equipe lançou um aplicativo para o Windows Phone. Naquela época, o número de usuários chegou a 1,5 milhões e o LinguaLeo anunciou que tinha levantado $3 milhões de capital de risco na empresa Runa Capital. Em outubro de 2012, lançou uma aplicação móvel para o Android. Em dezembro de 2012 o LinguaLeo ficou em primeiro lugar no Russian Startup Rating.
Em fevereiro 2013 o LinguaLeo lançou seu serviço no Brasil, e no primeiro semestre desse ano, a equipe lançou novas versões de seus aplicativos para os tablets, iPad e Android. Em novembro de 2013, o serviço anunciou que havia chegado a sete milhões de usuários.
Em janeiro 2014 o LinguaLeo anunciou que Dmitry Stavisky (ex-executivo da Evernote) iria se juntar à equipe como diretor executivo. Em fevereiro, o LinguaLeo recebeu o TNW Russian Startup Award de 2013, e também esse mês, atingiu 8 milhões de usuários. Em março de 2014 chamado de Inglês com LínguaLeo na Microsoft, está entre os aplicativos do ano pelo Windows Phone. Em junho 2014, Dmitry Stavisky tornou-se diretor executivo e o LinguaLeo foi lançado na Turquia.